# Greg Foster (koszykarz)
Gregory Clinton Foster (ur. 3 października 1968 w Oakland) – amerykański koszykarz, występujący na pozycjach skrzydłowego oraz środkowego, mistrz NBA z 2001, po zakończeniu kariery zawodniczej trener koszykarski.
W szkole średniej występował w jednej drużynie z członkiem Koszykarskiej Galerii Sław (Naismith Memorial Basketball Hall Of Fame) – Garym Paytonem. W sezonie 1988/89 reprezentował barwy uczelni University of Texas El Paso (drużyna Miners), występując wspólnie w późniejszymi uczestnikami spotkań gwiazd NBA – Timem Hardawayem oraz Antonio Davisem.
13 listopada 2020 został asystentem trenera w Indiana Pacers.

## Osiągnięcia
NCAA
- 2-krotny mistrz konferencji Western Athletic (1989, 1990)[5]
- MVP turnieju WAC (1990)[6]

NBA
- Mistrz NBA (2001)[1]
- 2-krotny wicemistrz NBA (1997, 1998)[1]